# V906 Carinae
V906 Carinae, eller Nova Carinae 2018, var en ljus nova i nordöstra delen av stjärnbilden Kölen upptäckt den 20 mars 2018 av All Sky Automated Survey för supernovor. Den var tidigare känd under beteckning ASASSN-18fv och belägen i närheten av HD 92063, en stjärna av magnitud 5. Före novautbrottet var den en stjärna av Gaia-magnitud 20,1. Den 21 mars hade den ökat i ljusstyrka till Gaia-magnitud 7,80 (skenbar magnitud 7,45), och till magnitud 6,62 senare samma dygn.

## Observationer
Den 21 mars 2018 analyserades spektrografiska mätningar från långtidsexponering av ASASSN-18fv, specifikt i våglängdsområdet 3800 Å till 7300 Å, med hjälp av CCD- bildbehandling. Detaljerad analys av spektraldata bekräftade att ASASSN-18fv uppvisade egenskaper hos en förestående klassisk nova. Dess fotometri togs upp på Hutton-Westfold Observatory vid Monash University i Melbourne, Australien. Ett spektrum av ASASSN-18fv erhölls via Las Campanas Observatory i La Serena, Chile.

## Novautbrott
En klassisk nova, är ett övergående astronomiskt tillstånd, som plötsligt uppträder som en ny, ljus stjärna på himlen. Objektet ökar först snabbt i ljusstyrka, för att sedan långsamt blekna bort under flera veckor till månader. Föregångarna till alla observerade novor är dubbelstjärnor i en snäv ömsesidig bana kring varandra. Detta leder till ett flöde av materia från ena stjärnan till den andra. I fallet med Nova Carinae 2018 innebär det att en mycket kompakt vit dvärgsstjärna absorberar materia från dess följeslagare. När tillräckligt mycket övertagits, uppstår en termonukleär explosion på ytan av den vita dvärgen, som blir mycket ljusare än de två ursprungliga stjärnorna.
När det gäller V906 Carinae observerade satelliterna i BRITE-Constellation den fullständiga utvecklingen av novan från det ursprungliga utbrottet, ljusstyrkan och de sista faserna under totalt 150 dygn.